# Noveleta
Noveleta è una municipalità di terza classe delle Filippine, situata nella Provincia di Cavite, nella Regione di Calabarzon.
Noveleta è formata da 16 baranggay:
- Magdiwang
- Poblacion
- Salcedo I
- Salcedo II
- San Antonio I
- San Antonio II
- San Jose I
- San Jose II
- San Juan I
- San Juan II
- San Rafael I
- San Rafael II
- San Rafael III
- San Rafael IV
- Santa Rosa I
- Santa Rosa II